# Я, монстр
Я, монстр (англ. I, Monster) — англійський фільм жахів 1971 року. Фільм знятий за незавершеним романом Роберта Льюїса Стівенсона «Дивна історія доктора Джекіла і містера Хайда».

## Сюжет
Доктор Чарльз Марлоу винаходить ліки, які пробуджують заховані в глибинах людської натури первісні інстинкти. Після експериментів на своїх пацієнтах, які призводять до вражаючих результатів, доктор Марлоу вирішує спробувати препарат на собі. В результаті чого він перетворюється на садиста. Деякий час по тому Марлоу величезним зусиллям волі припиняє приймати ліки, але трансформації продовжуються, приводячи до все більш страшних наслідків.

## У ролях
| Актор             | Роль                                |
| ----------------- | ----------------------------------- |
| Крістофер Лі      | доктор Чарльз Марлоу / Едвард Блейк |
| Пітер Кашинг      | Фредерік Аттерсон                   |
| Майк Рейвен       | Енфілд                              |
| Річард Гарндалл   | Ленйон                              |
| Джордж Мерріт     | Пул                                 |
| Кеннет Дж. Воррен | містер Дін                          |
| Сьюзен Джеймісон  | Діана Томас                         |
| Марджи Лоуренс    | Енні                                |
| Еме Деламейн      | господиня                           |
| Майкл Де Барр     | хлопчик в провулку                  |

## Ланки
- Я, монстр на сайті IMDb (англ.)
- Я, монстр на сайті AllMovie (англ.)